# Aleja Niepodległości w Częstochowie
Aleja Niepodległości – jedna z ulic na Ostatnim Groszu i Wrzosowiaku w Częstochowie, rozciąga się pomiędzy ul. Jagiellońską a rondem Mickiewicza.

## Historia
Aleja została wytyczona po II wojnie światowej (jako aleja ZWM), razem z al. Pokoju, by połączyć centrum miasta z mocno rozbudowującą się wówczas Hutą. Była częścią ciągu alej Tadeusza Kościuszki, Wolności, Niepodległości i Pokoju. Wzdłuż nich ułożono wydzielone torowisko tramwajowe, jedyne w mieście (→ zobacz też Tramwaje w Częstochowie).
Początkowo ulica miała biec od ronda Mickiewicza na południe między fabryką (obecnie Wełnopol) i terenami kolejowymi, a potem omijać gęsto zabudowany Ostatni Grosz, tak by uniknąć wyburzeń. Projekt odrzucił jednak prezydent Bolesław Bierut, który nakazał wytyczyć prostą ulicę od Boru do al. Pokoju. Tak powstała arteria miała razem z al. Wolności i al. Kościuszki tworzyć nowe centrum miasta, które miało zmarginalizować dotychczasową główną ulicę - Aleję NMP z Jasną Górą. W efekcie interwencji Bieruta al. Niepodległości przypadkowo powstała dokładnie na osi klasztornej wieży.

## Galeria

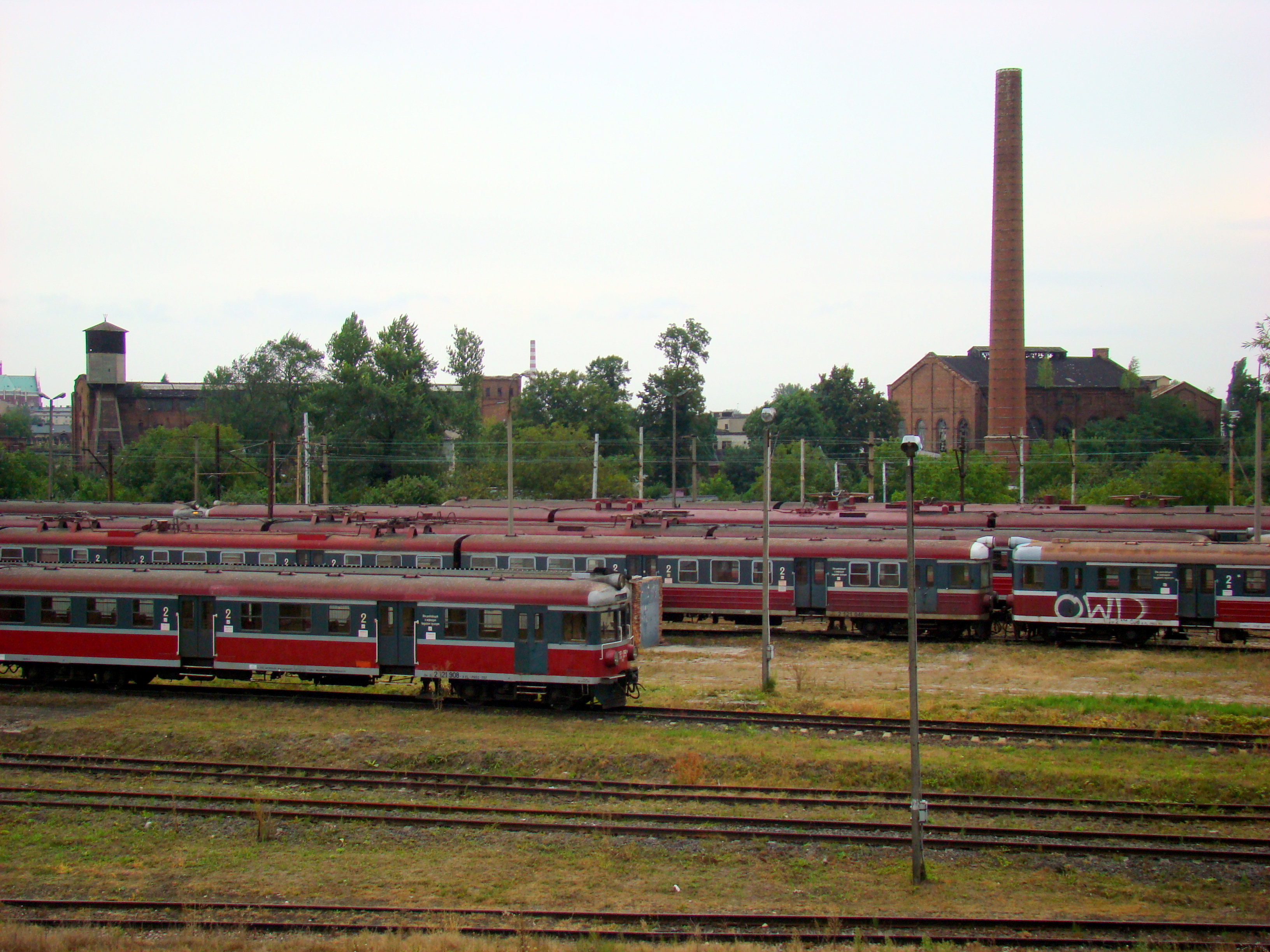
Widok z wiaduktu kolejowego na dawne zakłady Elanex, na pierwszym planie węzeł kolejowy
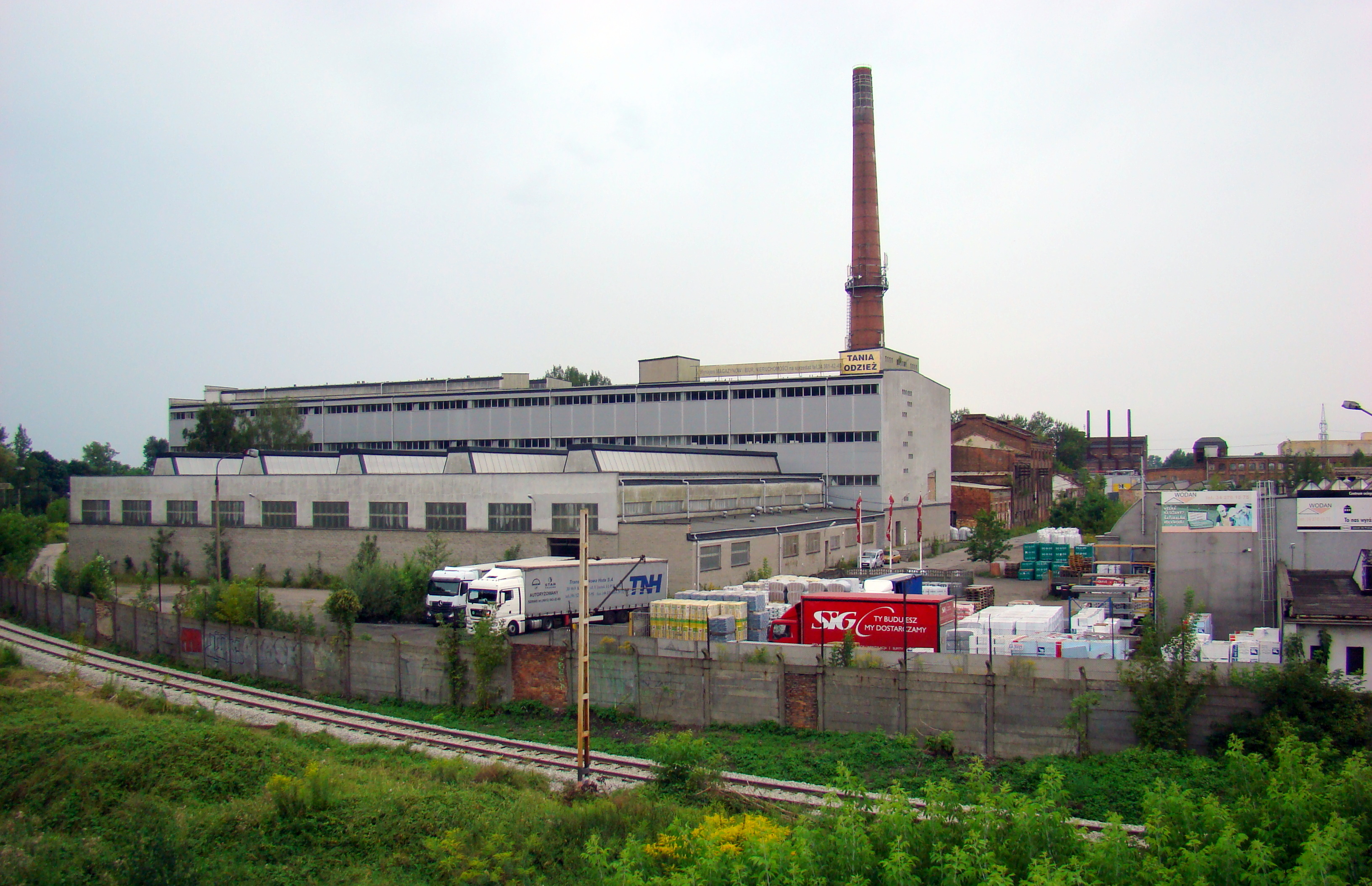
Widok z wiaduktu kolejowego na dawne zakłady Wełnopol
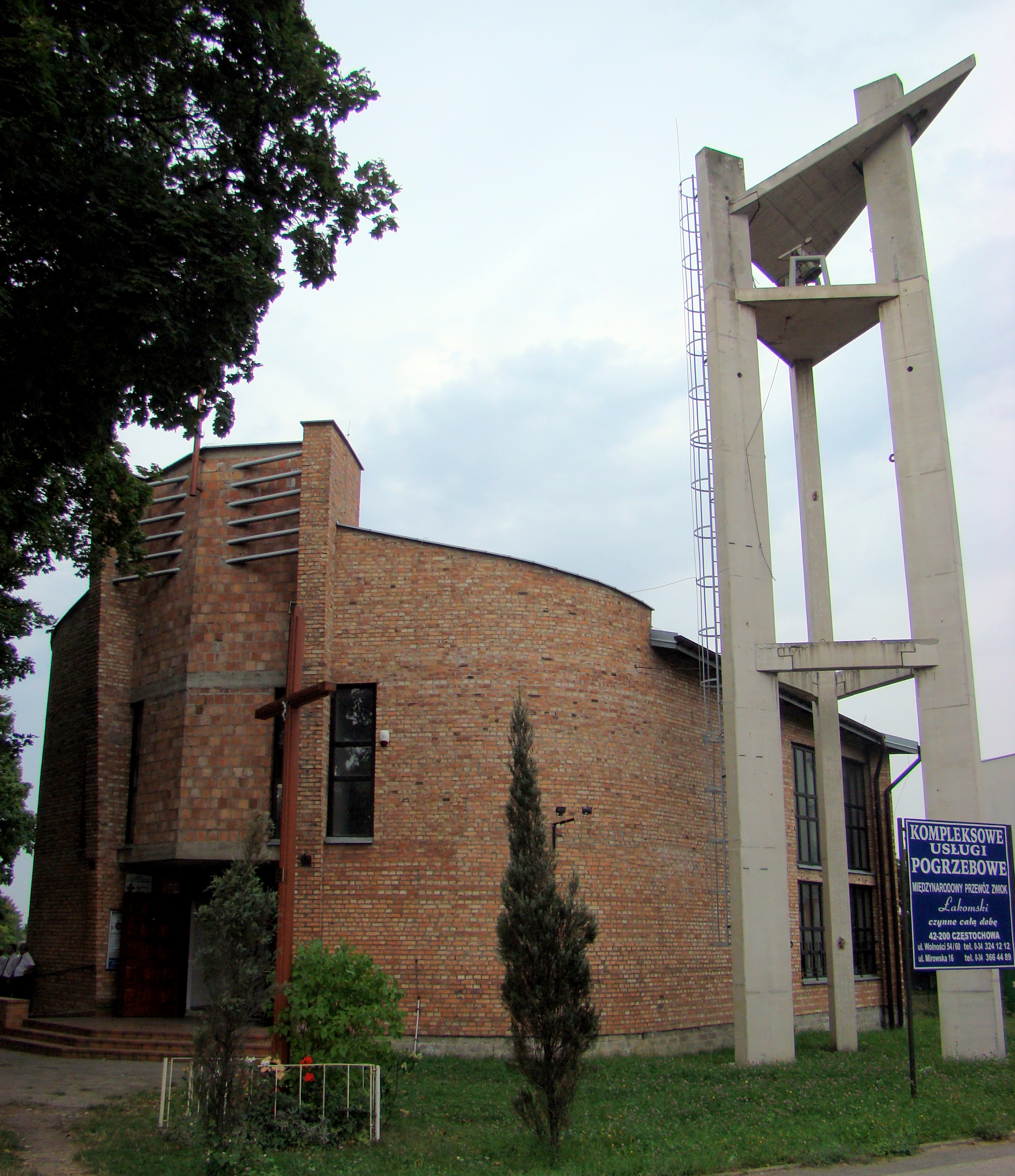
Kościół św. Rafała Kalinowskiego przy skrzyżowaniu z ul. Źródlaną